# Gaj, Brežice
Gaj este o localitate din comuna Brežice, Slovenia, cu o populație de 32 de locuitori.